# Ле Макије (Гросето)
Ле Макије (итал. Le Macchie) је насеље у Италији у округу Гросето, региону Тоскана.
Према процени из 2011. у насељу је живело 101 становника. Насеље се налази на надморској висини од 796 м.